# John Barclay
Pour les articles homonymes, voir Barclay.

a Compétitions nationales et continentales officielles uniquement.

b Matchs officiels uniquement.
Dernière mise à jour le 29 mars 2022.
John Adam Barclay, né le 24 septembre 1986 à Hong Kong, est un joueur de rugby à XV qui a joué avec l'équipe d'Écosse, comme troisième ligne aile.

## Biographie

### Jeunesse et formation
Né à Hong Kong, où son père travaillait pour BP, il vécut par la suite notamment en Belgique, Suisse, Chine et Malaisie, au gré des emplois de ses parents.
Barclay découvrit le mini rugby avec le Stanley Fort Rugby Football Club (en) de Hong Kong (depuis rattache au Valley Rugby Football Club), alors qu'il était scolarisé à la Bradbury Junior School. Il eut ainsi l'occasion de jouer dans les catégories de jeune au Tournoi de Hong Kong de rugby à sept.
Ayant quitté Hong Kong vers 1993, la famille Barclay y retourne néanmoins régulièrement, notamment pour assister au tournoi international de rugby à sept.
Il rejoint plus tard la Dollar Academy (en), à Dollar, en Écosse, où il continuera à jouer au rugby, avant de passer professionnel,.

### Carrière en club
Il dispute en 2003 un tournoi de rugby à sept avec l'équipe des Scottish Thistles à Budapest. Il gagne également en 2004 la Bell Lawrie White Scottish Schools Cup avec son école, la Dollar Academy. Il remporte à cette époque plusieurs distinctions individuelles, faisant déjà de lui l'un des grands espoirs du rugby écossais. Il signe à l'été 2004 son premier contrat avec les Glasgow Warriors, dans le but d'apprendre le rugby de haut niveau.
Il commence donc sa carrière professionnelle avec les Glasgow Warriors en Challenge européen et dans la Ligue Celte.
En 2013, il quitte les Glasgow Warriors pour l'équipe galloise des Llanelli Scarlets. 
En 2017, il remporte le Pro12 avec son club, après avoir balayé le Munster en finale sur le score de 22 à 46. Il est capitaine ce jour-là.
Il annonce en novembre 2017 son retour en Écosse avec le club d'Édimbourg à l'issue de la saison 2017-2018. Cependant, il est victime d'une rupture du tendon d'Achille avant de rejoindre cette équipe. Sa blessure l'éloigne des terrains plusieurs mois.

### Carrière internationale
Il joue en équipe d'Écosse dans plusieurs catégories jeunes. Il a disputé la coupe du monde de rugby à XV des moins de 21 ans avec l'équipe d'Écosse en 2006.
Né à Honk Kong, il est sélectionnable avec l'équipe de Hong Kong via la citoyenneté de ses parents. Ces derniers le rendent aussi éligible pour la sélection écossaise, et il finit de fait par jouer pour son pays de résidence.
Les tournées estivales avec l'Écosse lui donneront par ailleurs l'occasion de rejouer en Asie et visiter sa contrée natale,.

#### Premières sélections en équipe senior
John Barclay est appelé en équipe d'Écosse pour la première fois lors de la tournée de novembre de 2006, alors qu'il a vingt ans depuis moins d'un mois. Cependant, il ne dispute son premier match international qu'en 2007, à l'occasion d'un match contre les All Blacks lors de la Coupe du monde.
En 2011, en vue de la Coupe du monde, le sélectionneur du XV écossais, Andy Robinson, interdit à cinq joueurs de jouer avec leur club respectif jusqu'à la fin de la saison. Cela concerne les deuxièmes lignes Richie Gray et Alastair Kellock, le troisième ligne John Barclay, le talonneur Ross Ford et le pilier Allan Jacobsen. Cependant, à la suite de la mauvaise performance de l'Écosse, qui, pour la première fois, n'atteint pas les quarts de finale de la compétition, Andy Robinson décide d'écarter John Barclay du XV de départ de l'équipe lors du Six Nations suivant.
Après deux ans d'absence en équipe nationale, il est rappelé par le sélectionneur Vern Cotter pour disputer la Coupe du monde 2015 à la suite de bonnes performances avec les Scarlets. Il ne fait cependant pas partie de la sélection définitive des 31 joueurs amenés à disputer la compétition, malgré sa participation à deux test matchs, l'un contre l'Irlande et l'autre contre l'Italie.

#### Affirmation et capitanat de l'Écosse
Il devient par la suite un élément important du système mis en place par Vern Cotter, disputant neuf matchs internationaux en 2016, et participant aux cinq matchs du Tournoi des Six Nations.
Remplaçant lors du premier match du Tournoi des Six Nations 2017 qui oppose l'Écosse à l'Irlande, il rentre en jeu prématurément à la place de Ryan Wilson, blessé au coude. Il est par conséquent titulaire pour le deuxième match, face à la France. À la suite de la blessure de Greig Laidlaw lors de ce match, il est nommé capitaine de la sélection.
Pour la tournée d'été, il est de nouveau nommé capitaine par le nouveau sélectionneur du XV du chardon, Gregor Townsend, en l'absence de Greig Laidlaw, retenu avec les Lions britanniques et irlandais. Il reste capitaine à l'occasion de la tournée de novembre, au cours de laquelle son équipe inflige une correction à l'Australie (53-24), dans un match où il inscrit un essai, après s'être inclinée face à la Nouvelle-Zélande sur le score de 17 à 22.
Il est encore capitaine de la sélection lorsque, après un début de Tournoi des Six Nations 2018 difficile, l'Écosse s'impose pour la première fois face à l'Angleterre depuis 2008. L'Écosse termine troisième du tournoi. L'année suivante, il ne fait pas partie du groupe écossais pour le tournoi à cause de sa blessure au tendon d'Achille contractée avec les Scarlets.

## Statistiques en équipe nationale
- 76 sélections (68 fois titulaire, 8 fois remplaçant)
- 35 points (7 essais)
- Sélections par années : 1 en 2007, 6 en 2008, 6 en 2009, 10 en 2010, 9 en 2011, 9 en 2012, 2 en 2013, 2 en 2015, 9 en 2016, 11 en 2017, 5 en 2018, 5 en 2019
- Tournois des Six Nations disputés: 2008, 2009, 2010, 2011, 2012, 2016, 2017, 2018

En Coupe du monde :
- 2007 : 1 sélection (Nouvelle-Zélande)
- 2011 : 3 sélections (Roumanie, Argentine, Angleterre)
- 2019 : 2 sélections (Irlande, Russie)

## Palmarès
- Vainqueur du Pro12 en 2017 avec les Scarlets.